# Fe (canción)
«Fe» es una canción de Jorge González, lanzada como uno de los cuatro sencillos de su álbum solista homónimo de 1993.

## Canción
Fue un gran éxito en Chile y otros países de Latinoamérica. Cuando González reunió a su banda Los Prisioneros entre 2001 y 2006, se vio obligado a tocarla durante sus presentaciones en México debido a la popularidad de la canción en ese país.
Se ubica en el puesto N°89 del ranking «20 Años, 200 Canciones», elaborado por la radio Rock & Pop en 2013 con motivo de su vigésimo aniversario. La reseña de la canción en el sitio web de dicha radio la describe como una «balada vampírica [...] que suena como una cruza de “Nothing Else Matters” de Metallica con “Tiempo de vals” de Chayanne, interpretada con el pebre de Los Ángeles Negros».

## Vídeo
El videoclip destaca por su estética gótica y teatral, muy alejada de la imagen desenfadada que había cultivado González en los ochenta con Los Prisioneros (pero emparentada con el sentimentalismo de la época de Corazones). Contó con la participación de una entonces desconocida Catalina Pulido. 

## Versiones
En 2015, González grabó una nueva versión de esta canción junto con Manuel García, Gonzalo Yáñez, Gepe, Álvaro Henríquez, Roberto Márquez (Illapu), Javiera Mena, Claudio Parra (Los Jaivas) y Pedropiedra. Asimismo esta versión fue interpretada en vivo el 27 de noviembre del mismo año, durante el concierto en homenaje a González celebrado en el Movistar Arena.

## Uso en los medios
«Fe» fue utilizado en varios episodios de la teleserie de TVN Wena profe.